# Европейски път Е871
Е871 е международен път, част от европейската пътна мрежа. Класифициран като клас „B“ (свързващи пътища). Започва от Куманово (Северна Mакедония) и завършва в София. Е871 е един от европейските пътища, преминаващи през територията на България. Общата дължина на Европейски път Е871 от Куманово до София е 194 km.

## Страни и градове, през които преминава
- Северна Македония: Куманово – Крива паланка
- България: Кюстендил – Перник – София

## История
Първоначалният номер който е даден на този път в споразумението от 1975 год. е "Е 870" (Sofia — Kjustendil — Kumanovo).